# Bredträsket (Sävars socken, Västerbotten)
Bredträsket är en sjö i Umeå kommun i Västerbotten och ingår i Dalkarlsån-Sävaråns kustområde. Sjön har en area på 0,337 kvadratkilometer och ligger 44 meter över havet. Sjön avvattnas av vattendraget Gårdtjärnbäcken.

## Delavrinningsområde
Bredträsket ingår i det delavrinningsområde (710756-173699) som SMHI kallar för Mynnar i Ösjön. Medelhöjden är 57 meter över havet och ytan är 22,66 kvadratkilometer. Det finns inga avrinningsområden uppströms utan avrinningsområdet är högsta punkten. Gårdtjärnbäcken som avvattnar avrinningsområdet har biflödesordning 2, vilket innebär att vattnet flödar genom totalt 2 vattendrag innan det når havet efter 14 kilometer. Avrinningsområdet består mestadels av skog (67 procent) och sankmarker (24 procent). Avrinningsområdet har 0,54 kvadratkilometer vattenytor vilket ger det en sjöprocent på 2,4 procent.